# Can Medinyà
Can Medinyà és una masia de Celrà (Gironès) inclosa a l'Inventari del Patrimoni Arquitectònic de Catalunya.

## Descripció
Casa al final de la vila, de planta rectangular amb ampliacions posteriors, de planta baixa, pis i golfes. Els cossos que s'han anat afegint semblen de períodes de l'època medieval, renaixement i segle xviii.
La coberta és a dues vessants i està realitzada en maçoneria de pedra sense treballar ni escairar excepte a les cantonades i a les obertures, que n'hi ha de quatre tipus: les voltes de les golfes, mig tapiades, deixant només els arcs; la porta i finestres secundàries de pedra bruna com les cantonades; pedra calcària blanca de la portalada i la finestra superior amb llinda del 17 d'agost del 1728, la finestra gòtica-renaixentista a la part posterior, amb guardapols de petxines o curculles i trencaaigües i marc de motllures; finestres secundàries de rajols.
Hi ha un arc de descàrrega cec.